# Sahurs
Sahurs ist eine französische Gemeinde mit 1226 Einwohnern (Stand: 1. Januar 2022) im Département Seine-Maritime in der Region Normandie. Sahurs gehört zum Arrondissement Rouen und ist Teil des Kantons Canteleu (bis 2015: Kanton Grand-Couronne).

## Lage
Sahurs liegt etwa 13 Kilometer südwestlich von Rouen an der Seine. Umgeben wird Sahurs von den Nachbargemeinden Saint-Pierre-de-Manneville im Norden, Val-de-la-Haye im Nordosten, Hautot-sur-Seine im Osten, Grand-Couronne im Südosten, Moulineaux und La Bouille im Süden sowie Caumont im Westen.

## Einwohnerentwicklung
| 1962                      | 1968 | 1975 | 1982 | 1990 | 1999 | 2006 | 2013 |
| ------------------------- | ---- | ---- | ---- | ---- | ---- | ---- | ---- |
| 631                       | 755  | 788  | 870  | 1008 | 1120 | 1310 | 1290 |
| Quelle: Cassini und INSEE |      |      |      |      |      |      |      |

## Sehenswürdigkeiten
- Kirche Saint-Sauveur aus dem 11. Jahrhundert, Monument historique seit 1928
- Reste der alten Kirche Saint-Maur
- Schloss Sahurs
- Herrenhaus von Marbeuf, seit 1945 Monument historique, mit Kapelle Notre-Dame-de-la-Paix, jeweils aus dem 16. Jahrhundert
- altes Schloss von Soquence aus dem 16. Jahrhundert, Monument historique seit 1988/1998
- Schloss Trémauville

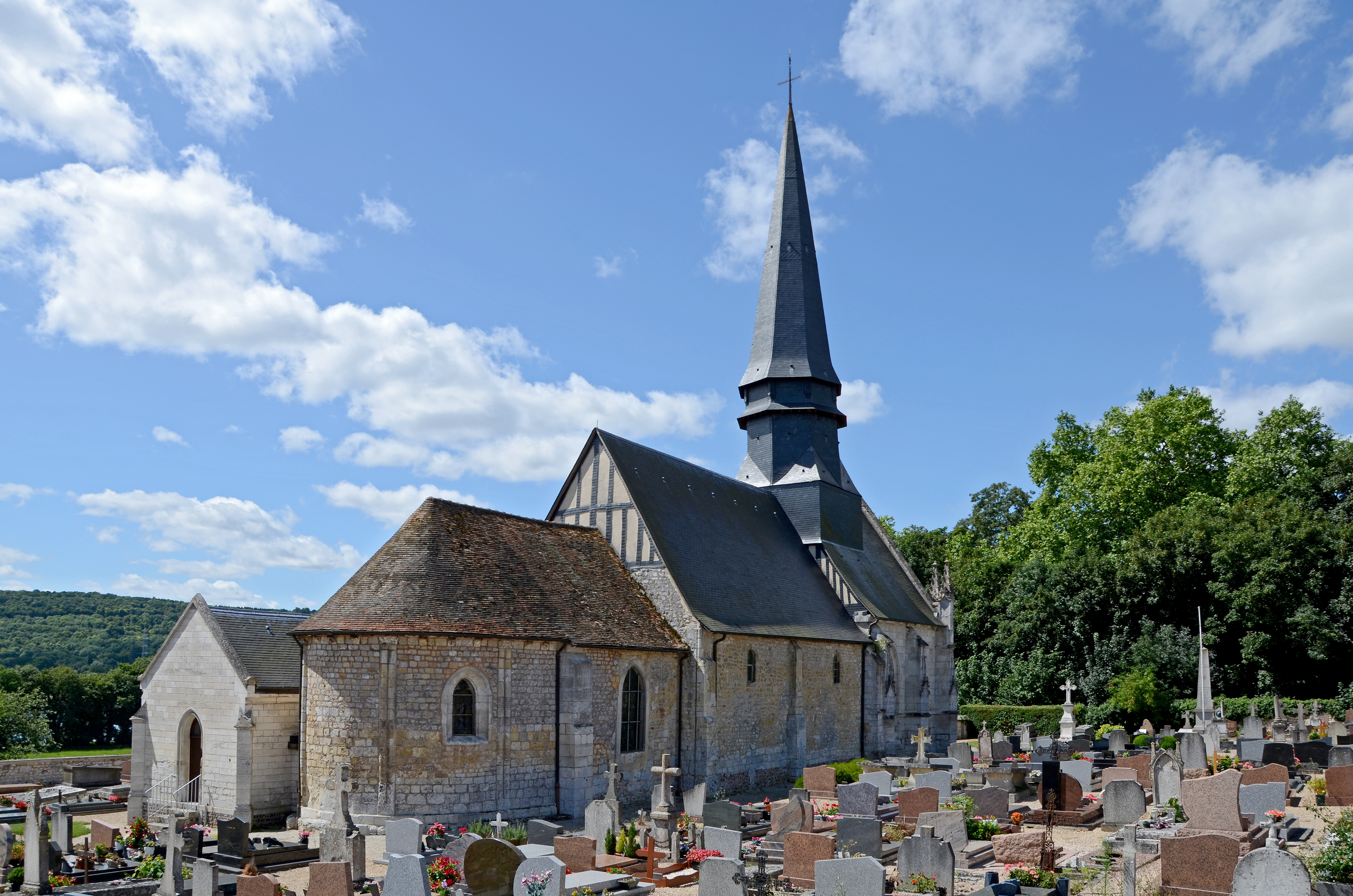
Kirche Saint-Sauveur
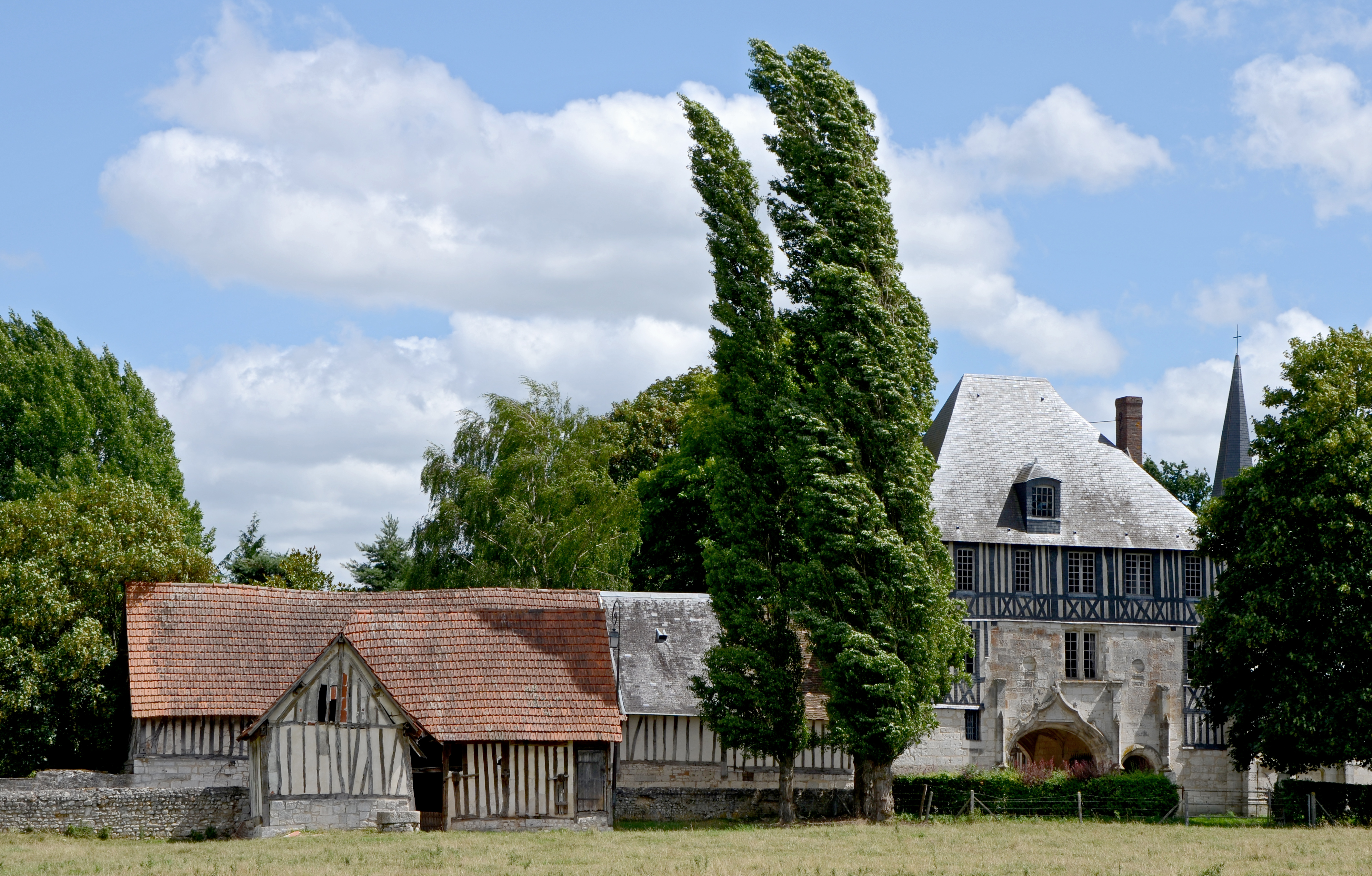
Herrenhaus von Marbeuf
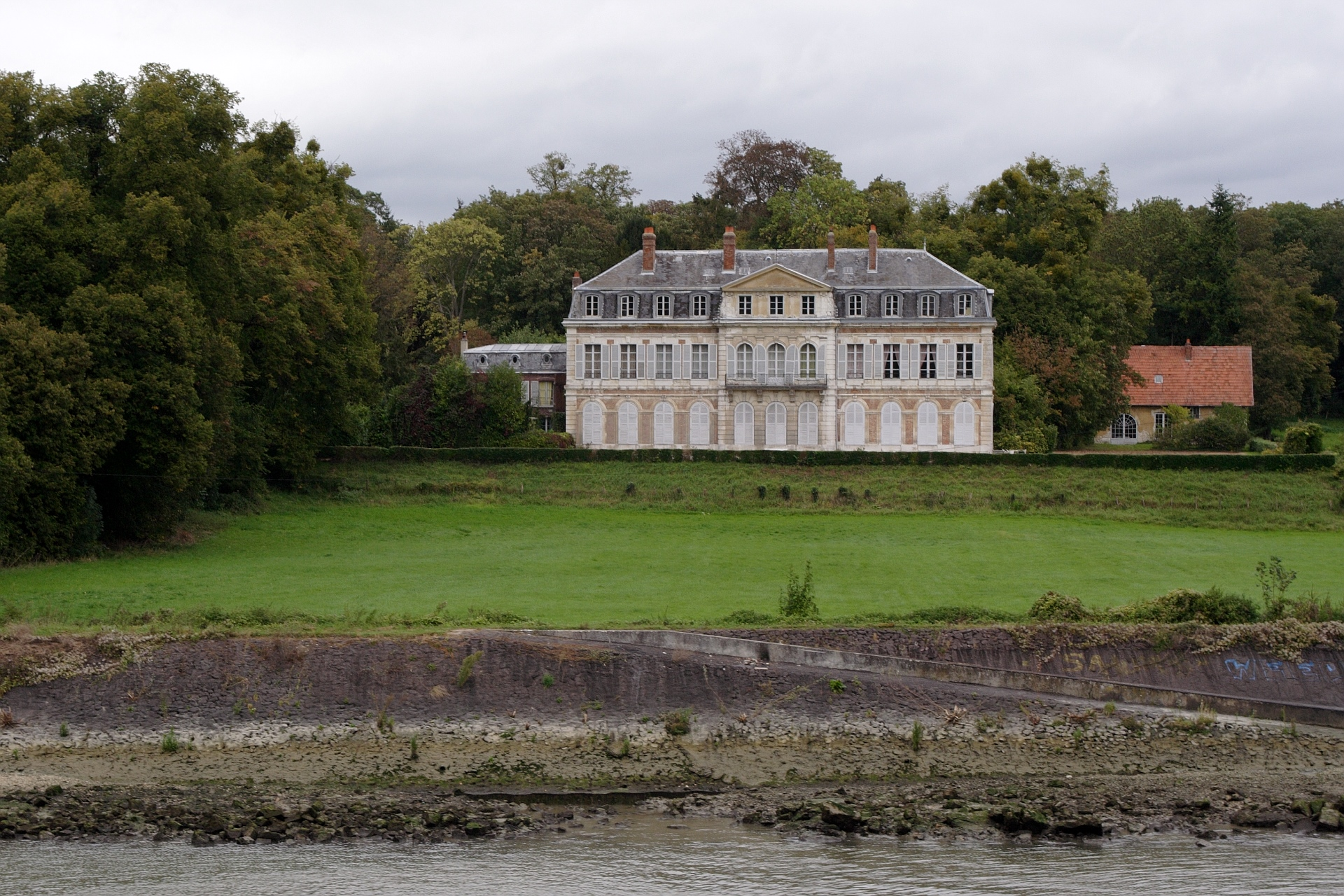
Chateau Trémauville

## Persönlichkeiten
- Pierre de Marbeuf (1596–1645), Dichter
- Lucien Buquet (1902–1977), Autorennfahrer